# Радислав Божовић
Радислав Божовић (Загреда, код Подгорице, 10. април 1910 — Орахово, код Подгорице, 9. децембар 1942) био је учесник Народноослободилачке борбе и народни херој Југославије.

## Биографија
Рођен је 10. април 1910. године у селу Загреда, код Подгорице.
Године 1940. завршио је Правни факултет у Београду.
Учесник је Тринаестојулског устанка, 1941. године. Новембра 1941. године примљен је у чланство Комунистичке партије Југославије (КПЈ).
У селу Орахово, код Подгорице, 8. децембра 1942. године, заједно са Љубицом Поповић и Радомиром Никезићем, откривен је од стране четника. Покушавајући да се пробију из четничке опсаде, он и Љубица били су тешко рањени (Љубици је нога била потпуно размрскана). Радомир Никезић их је, носећи на леђима, пребацио у једну колибу. Сјутрадан, 9. децембра, четници су их пронашли, јер је Радислав приликом пребацивања изгубио уложак натопљен крвљу. Развила се борба, и када су четници са гранатама из бацача запалили колибу Радислав је, по већ унапријед договору, прво убио Љубицу, а онда сломио пушку и убио себе.
Указом председника Федеративне Народне Републике Југославије Јосипа Броза Тита, 20. децембра 1951. године, проглашен је за народног хероја.